# Martha Ama Akyaa Pobee
Martha Ama Akyaa Pobee (sinh ngày 4 tháng 9) đã được đề cử Đại diện thường trực của Ghana tại Liên Hợp Quốc vào năm 2015.

## Tiểu sử
Pobee lấy bằng cử nhân tiếng Anh và triết học tại Đại học Ghana và bằng thạc sĩ về nghiên cứu phát triển của Viện nghiên cứu xã hội quốc tế ở The Hague. Bà cũng học ngoại giao đa phương tại Viện nghiên cứu quốc tế và hành chính công tại Viện quản lý và hành chính công Ghana.
Pobee là một nhà ngoại giao sự nghiệp, phục vụ trong Bộ Ngoại giao. Bà đã được đăng ở Tel Aviv từ 200o đến 2004. bà là Trưởng phòng Chancery tại Đại sứ quán Ghana tại Washington DC từ năm 2006 đến 2010, Giám đốc Cục Thông tin và Công vụ tại Bộ Ngoại giao từ năm 2010 đến 2012, và Phó Trưởng phái đoàn tại Cao ủy Ghana tại Pretoria từ năm 2012 đến năm 2015. Bà được Tổng thống John Dramani Mahama bổ nhiệm làm Đại diện thường trực của Ghana tại Liên Hợp Quốc vào tháng 7 năm 2015, là nữ đầu tiên giữ vị trí này.
Pobee kết hôn với John Samuel Pobee, một linh mục Anh giáo và Giáo sư danh dự tại Đại học Ghana, vào ngày 26 tháng 7 năm 1994. bà là một người Công giáo La Mã.